# Dennis P. Hupchick
Dennis P. Hupchick es un profesor estadounidense especializado en Historia de Bulgaria y los Balcanes en la Universidad Wilkes, Pensilvania.

## Biografía
Hupchick nació el 3 de septiembre de 1948 en Monongahela (Pensilvania). Es hijo de un trabajador siderúrgico y de una ama de casa de ascendencia eslovaca y húngara. Hupchick se graduó en Historia en la Universidad de Pittsburgh. El tema de su tesis doctoral es "Bulgarians in the seventeenth century (1983)". Lo escribió bajo la supervisión del profesor James Franklin Clarke Jr. (1906-1982). Clarke fue el decano reconocido de los escritos históricos búlgaros en Estados Unidos. Posteriormente ha dirigido el Programa de Estudios de Europa del Este y Rusia en la Universidad Wilkes. Dennis P. Hupchick es autor de numerosos artículos sobre la historia de Bulgaria y los Balcanes. Es miembro de la Asociación Estadounidense para el Avance de los Estudios Eslavos. También ha editado varios libros académicos. Hupchick fue presidente de la Asociación de Estudios Búlgaros en Estados Unidos y recibió una beca Fulbright en Bulgaria en 1989. Es autor de "Conflict and Chaos in Eastern Europe", "Culture and History in Eastern Europe", "The Balkans, and The Bulgarians in the Seventeenth Century", también coautor de "The Palgrave Concise Historical Atlas of Eastern Europe". Hupchick ha editado varios libros académicos y es autor de numerosos artículos sobre la historia de Bulgaria y los Balcanes.

## Obras
- The Bulgarians in the Seventeenth Century: Slavic Orthodox Society and Culture under Ottoman Rule (1993)
- Culture and History in Eastern Europe, St. Martin's Press (1994)
- Conflict and Chaos in Eastern Europe, St. Martin's Press (1995)
- A Concise Historical Atlas of Eastern Europe, St. Martin's Press (1996)
- The Balkans: From Constantinople to Communism, St. Martin's Press (2001)
- The Palgrave Concise Historical Atlas of Eastern Europe, Palgrave (2001)
- The Palgrave Concise Historical Atlas of the Balkans, Palgrave (2001)
- The Balkans: From Constantinople to Communism, Palgrave (2004)